# Nagano-shi Wakasato Tamokuteki Sports Arena
Das Nagano-shi Wakasato Tamokuteki Sports Arena (jap. 長野市若里多目的スポーツアリーナ, Nagano-shi Wakasato tamokuteki supōtsu arīna, deutsch „Mehrzwecksportarena Wakasato, Nagano“) ist eine Mehrzweckhalle im Stadtteil Wakasato der japanischen Stadt Nagano und wurde für die Olympischen Winterspiele 1998 errichtet. 

## Geschichte
Am 31. März 1995 wurde die Halle als erste Wettkampfstätte der anstehenden Spiele an die Stadt übergeben und schließlich am 10. Dezember desselben Jahres eröffnet. Es ist auch unter seinem ursprünglichen vorläufigen Namen Ice Hockey A Kaijō (アイスホッケーA会場, Aisu hokkē A kaijō, deutsch „Eishockeyhalle A“) und aufgrund seiner Form als Big Hat (ビッグハット, deutsch „großer Hut“) bekannt.
Die Arena verfügt über drei Zuschauerränge, die insgesamt 10.104 Besuchern Platz bieten, eine installierbare Eishockeyfläche nach Vorschriften des Eishockey-Weltverbands IIHF (61 × 30 m) sowie eine für damalige Verhältnisse hochmoderne Computeranlage zur Kontrolle der Eistemperatur.
Neben der Eishockeyhalle A wurde die Eishockeyhalle B errichtet, die den Spitznamen Aqua Wing erhielt.

## Galerie

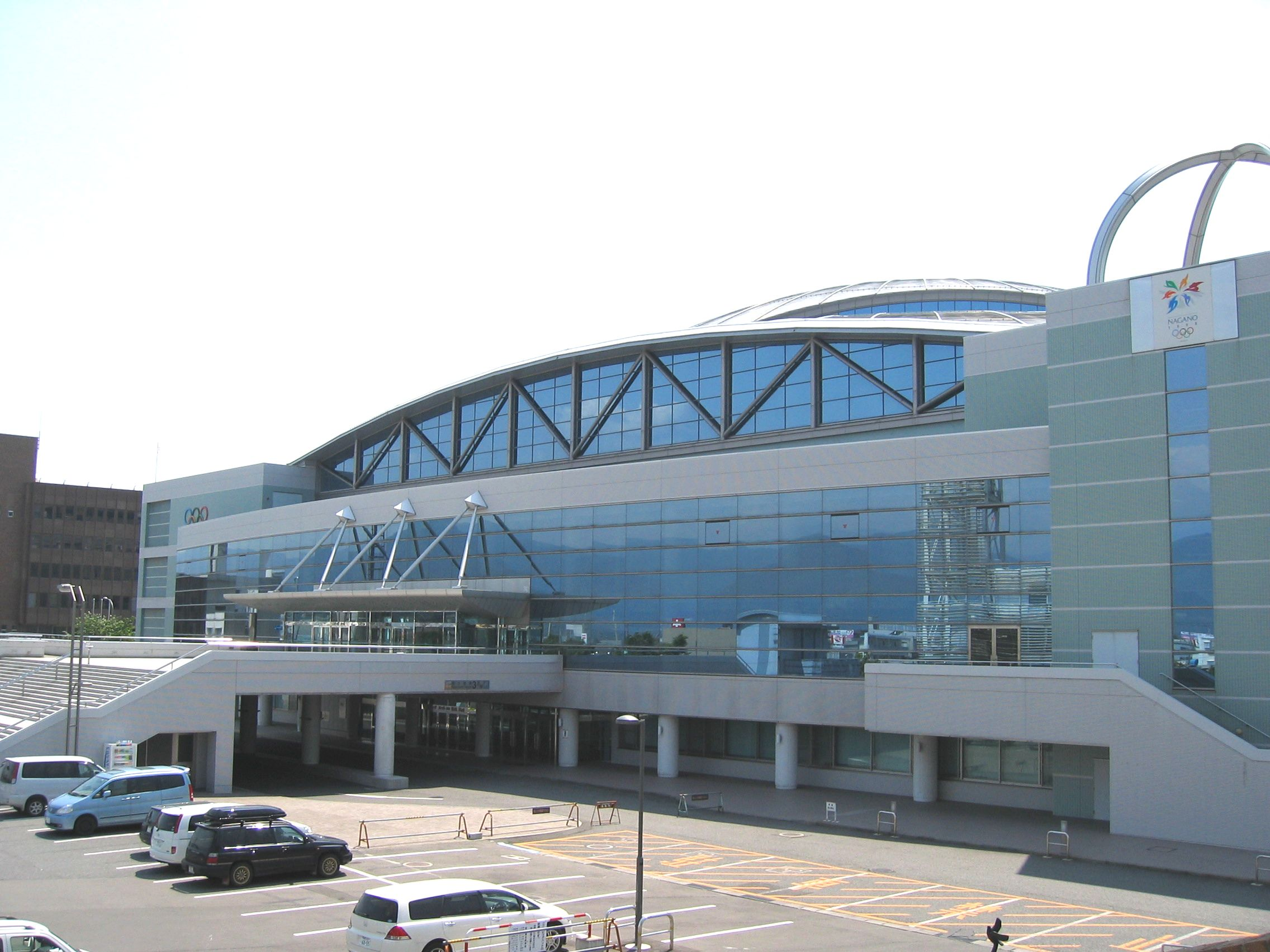
Außenansicht des Big Hat
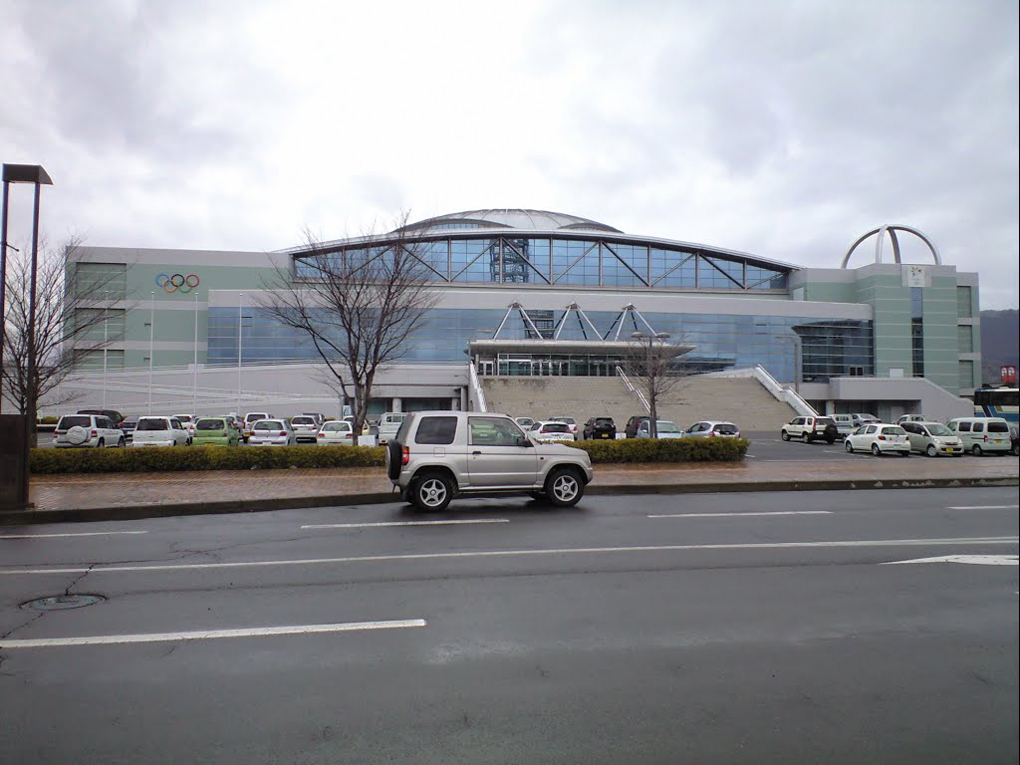
Außenansicht Nagano-shi Wakasato Tamokuteki Sports Arena
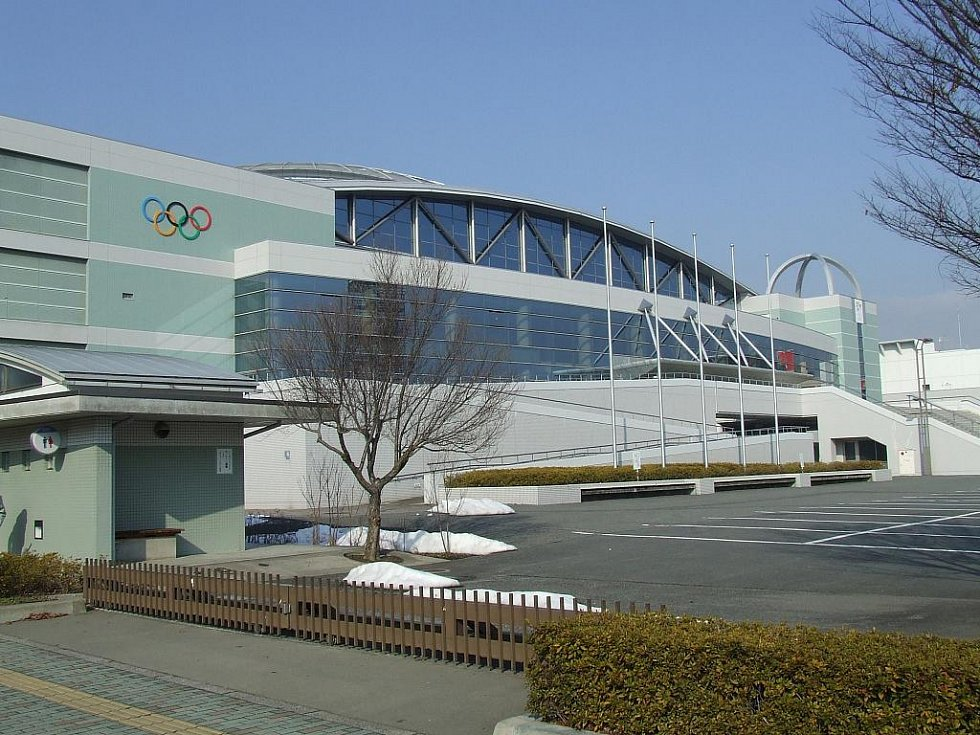
Außenansicht Nagano-shi Wakasato Big Hat